# Sherif Ekramy
Sherif Ekramy (El Cairo, 10 de julio de 1983) es un futbolista egipcio. Juega de portero en el Pyramids F. C. de Egipto.

## Selección nacional
Ha sido internacional con la selección de fútbol de Egipto y ha jugado 23 partidos internacionales.

### Participaciones en la Copa del Mundo
| Mundial                               | Sede                   | Resultado    |
| ------------------------------------- | ---------------------- | ------------ |
| Copa Mundial de Fútbol Sub-20 de 2001 | Argentina              | Semifinal    |
| Copa Mundial de Fútbol Sub-20 de 2003 | Emiratos Árabes Unidos | 8º de final  |
| Copa Mundial de Fútbol de 2018        | Rusia                  | Primera fase |

## Clubes
| Club                | País         | Año       |
| ------------------- | ------------ | --------- |
| Al-Ahly             | Egipto       | 2003-2005 |
| Feyenoord           | Países Bajos | 2005-2009 |
| Ankaragücü (cedido) | Turquía      | 2008      |
| El Gouna F. C.      | Egipto       | 2009      |
| Al-Ahly             | Egipto       | 2010-2020 |
| Pyramids F. C.      | Egipto       | 2020-     |

## Palmarés

### Campeonatos nacionales
| Título                   | Club      | País         | Año  |
| ------------------------ | --------- | ------------ | ---- |
| Copa de los Países Bajos | Feyenoord | Países Bajos | 2008 |
| Liga de Egipto           | Al-Ahly   | Egipto       | 2010 |
| Supercopa de Egipto      | Al-Ahly   | Egipto       | 2010 |